# 강원특별자치도양구교육지원청
강원특별자치도양구교육지원청(江原特別自治道楊口敎育支援廳, Yanggu Office of Education)은 대한민국 강원특별자치도 양구군을 관할하는 강원특별자치도교육청 산하의 교육지원청이다.
교육장은 장학관으로 보한다.

## 산하기관

### 초등학교
| - 도촌초등학교 - 방산초등학교 - 비봉초등학교 | - 양구초등학교 - 용하초등학교 - 원당초등학교 | - 임당초등학교 - 팔랑분교 - 죽리초등학교 | - 한전초등학교 - 해안초등학교 |

### 중학교
| - 대암중학교 - 방산중학교 | - 양구여자중학교 - 양구중학교 | - 용하중학교 - 해안중학교 |

## 같이 보기
- 대한민국 교육부